# Venâncio Fonseca
Venâncio Fonseca Filho (ou Venancinho) (Boquim, 16 de julho de 1956) é um político brasileiro que atuou como deputado estadual em Sergipe durante seis mandatos.
Atualmente está filiado ao PSC, porém não foi eleito nas eleições de 2018. Em 2019, assumiu a Diretoria de Assuntos Institucionais da Assembleia Legislativa de Sergipe.

## Dados biográficos
Filho de Venâncio Fernandes da Fonseca e Cleonice Soares da Fonseca, iniciou os estudos em Boquim e deu continuidade em Estância, mas logo transferiu-se para Aracaju, onde cursou e concluiu o 1º e 2º graus. Em seguida, em João Pessoa (PB), bacharelou-se em Direito pela Universidade Federal da Paraíba.
Seguiu os passos do irmão, Cleonâncio Fonseca, eleito vereador em Boquim pela UDN em 1961. Daí, foi galgando postos como deputado estadual, prefeito de Boquim, novamente deputado estadual e, por fim, deputado federal por cinco mandatos. 
Após concluir a faculdade, prestou concurso público e exerceu o cargo de Procurador do Estado de Sergipe. Foi secretário estadual da Indústria, Comércio e Turismo (1986) e da Justiça (1987). Aos 34 anos, em 1990, foi eleito para o primeiro mandato de deputado estadual por Sergipe. Em 1994 se reelegeu, tendo sido o mais votado. 
Foi presidente da Assembleia Legislativa de Sergipe (Alese) e também à liderança do governo (2003) e depois da oposição (2007).
Ainda em 2007, Venâncio foi eleito representante de Sergipe na União Nacional dos Legisladores e Legislativos (Unale) e, posteriormente, em 2013, eleito presidente da instituição, sendo o primeiro sergipano a ocupar o cargo.